# Fultonham

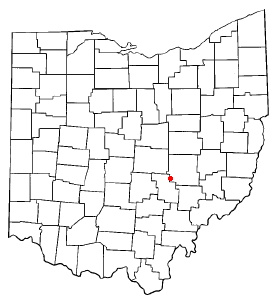
Fultonham na planie stanu Ohio

Fultonham – wieś w USA, w stanie Ohio, w hrabstwie Muskingum.
W 2012 roku 27,8% mieszkańców było w wieku poniżej 18 lat, 8,6% było w wieku od 18 do 24 lat, 27,9% miało od 25 do 44 lat, 24,5% miało od 45 do 64 lat, a 11,4% było w wieku 65 lat lub starszych. We wsi było 49,4% mężczyzn i 50,6% kobiet.
Liczba mieszkańców w 2010 roku wynosiła 176, a w roku 2012 wynosiła 177.